# Blåvandshuk Fyr

A Blåvandshuk Fyr Dánia legnyugatibb részén lévő világítótorony megnevezése (blåvandshuki világítótorony). A Jütland-félsziget nyugati részén lévő Blåvands Huk földnyelven található. A világítótorony (dánul: Fyr) a közelben elhaladó hajókat figyelmezteti a Horns Rev veszélyes homokpadjaira. 1900-ban vette át az 1888-ban épített kisebb méretű elődjének szerepét.

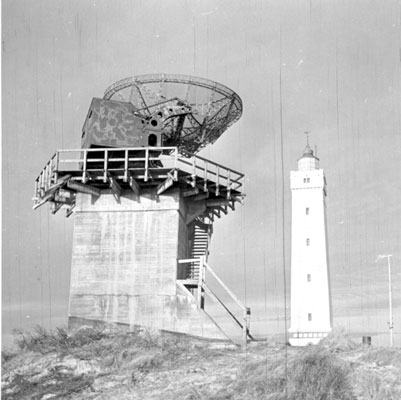
A világítótorony előtérben a radarállomással

A négyszög alapú, felfelé keskenyedő tornyot betonból öntötték. Magassága 39 méter és tetején két szinten termek találhatók. Az alsó részén lévő fríz piros téglái elkülönülnek a torony fehér festésétől. A körbe forgó lencsét eredetileg egy óramű hajtotta, mely máig fennmaradt. Időközben a fényforrást valamint a meghajtást villamosították és a rendszert automatizálták. Az 1000 wattos teljesítménnyel 180 000 candela fényerőt állít elő, melyet 22 tengeri mérföldes (50 km) távolságból is észlelni lehet.
A világítótornyot egész évben látogatható, a kilátói szintre 170 lépcsőfok vezet fel. Az egykori karbantartói házban információs iroda üzemel és itt megtekinthető a Horns Rev tengeri szélparkról egy kiállítás.
A világítótorony és a szabadon álló rácsos oszlopok között egy négyágú antenna van kifeszítve, amelyet egy DGPS-jeladó használ.
A közelében áll egy betontorony, melyet a német megszállás idején a Kriegsmarine légvédelme számára emeltek és az Atlanti fal részét képező Bamberg-állás tűzvezetését szolgáló FuMO 214 Seeriese típusú rádiólokátorának adott otthont.

## Fordítás
- Ez a szócikk részben vagy egészben  a   Blåvandshuk Fyr című német Wikipédia-szócikk ezen változatának fordításán alapul.  Az eredeti cikk szerkesztőit annak laptörténete sorolja fel. Ez a jelzés csupán a megfogalmazás eredetét és a szerzői jogokat jelzi, nem szolgál a cikkben szereplő információk forrásmegjelöléseként.

## Linkek
- Blåvands Huk (dán nyelven). fyrtaarne.dk. (Hozzáférés: 2014. március 16.)
- Dansk Fyrliste 2015 (dán nyelven). Søfartsstyrelsen. (Hozzáférés: 2016. február 8.) Archiválva 2016. január 14-i dátummal a Wayback Machine-ben